# Ronde van Italië 2011/Vijftiende etappe
De vijftiende etappe van de Ronde van Italië 2011 werd op 22 mei 2011 verreden. Het was een bergrit over een afstand van 230 km tussen Conegliano en Gardeccia-Val di Fassa. De etappe voerde over vijf grote cols en werd alom aangeduid als de koninginnenrit van de Giro.

## Verloop van de etappe
In het begin van de etappe vormt zich een omvangrijke groep vluchters met onder andere de Italianen Danilo Di Luca en Stefano Garzelli, de Spanjaarden Carlos Sastre en Mikel Nieve en de Belgen Jan Bakelants en Kevin Seeldrayers. Op de op twee na laatste col van de dag laat Stefano Garzelli zijn medevluchters achter. Achter hem vormen zich drie groepjes. Garzelli leidt, Nieve en Bakelants zitten niet ver, Seeldrayers achtervolgt wat verder op zijn eentje, op de hielen gezeten door Di Luca en Sastre.
Het peloton spatte al vroeg uiteen en op de op twee na laatste col demmareert Vincenzo Nibali. Hij pakt een voorsprong van maximum dertig seconden door zich in de afdaling naar beneden te gooien, maar beseft later de zinloosheid van zijn actie en laat zich terug inlopen: het is nog te ver. Op de voorlaatste col betaalt Nibali de tol voor deze inspanning en wordt gelost. Hij kan in de afdaling echter nog terugkeren, maar zal zijn inspanning later bekopen. De Spanjaard Igor Antón, derde in het algemeen klassement, kan niet meer terugkeren en verliest zoveel tijd dat hij uit de top tien wegvalt.
Op de voorlaatste col van de dag kan de Spanjaard Nieve wegspringen van Bakelants en dicht hij aan de voet van de laatst klim het gat met Garzelli, die hij al vroeg ter plaatse laat. Hij wordt niet meer bedreigd door de groep der favorieten die aan de voet nog op ongeveer zeven minuten volgde. Hij komt volledig uitgeput op de laatste honderd onverharde meters aan en viert met een eenvoudig handgebaar zijn zege. Een jaar nadat hij de koninginnenrit in de Vuelta won, doet hij dit nu over in de Giro.
In deze groep versnelt Alberto Contador en laat hij nog maar eens zijn superioriteit zien door op een zucht van de tweede, Garzelli, te eindigen. Michele Scarponi kan in de buurt van Contador blijven en deelt een belangrijke slag uit aan zijn voornaamste tegenstander voor de tweede plaats, Nibali, die bijna twee minuten verliest. De Nederlander Steven Kruijswijk toont zijn vorm door tiende te eindigen. Een sterke Bakelants eindigt nog knap 13de. Fransman John Gadret, de revelatie van deze Giro, eindigt vijfde.
Stefano Garzelli pakt door zijn lange vlucht de groene bergtrui. 

## Uitslagen
| Conegliano - Gardeccia-Val di Fassa 230 km |                   |                     |          |
| Plaats                                     | Naam              | Ploeg               | Tijd     |
| Winnaar                                    | Mikel Nieve       | Euskaltel-Euskadi   | 7u27'14" |
| 2                                          | Stefano Garzelli  | Acqua & Sapone      | + 1'41"  |
| 3                                          | Alberto Contador  | Saxo Bank-Sungard   | + 1'51"  |
| 4                                          | Michele Scarponi  | Lampre-ISD          | + 1'57"  |
| 5                                          | John Gadret       | AG2R-La Mondiale    | + 2'28"  |
| 6                                          | José Rujano       | Androni Giocattoli  | + 2'35"  |
| 7                                          | Vincenzo Nibali   | Liquigas-Cannondale | + 3'34"  |
| 8                                          | Joaquim Rodríguez | Team Katjoesja      | z.t.     |
| 9                                          | Roman Kreuziger   | Astana              | + 4'01"  |
| 10                                         | Steven Kruijswijk | Rabobank            | + 4'13"  |
|                                            |                   |                     |          |
| 13                                         | Jan Bakelants     | Omega Pharma-Lotto  | + 4'54"  |

| Algemeen klassement |                   |                     |           |
| Plaats              | Naam              | Ploeg               | Tijd      |
| Roze trui           | Alberto Contador  | Saxo Bank-Sungard   | 62u14'42" |
| 2                   | Michele Scarponi  | Lampre-ISD          | + 4'20"   |
| 3                   | Vincenzo Nibali   | Liquigas-Cannondale | + 5'11"   |
| 4                   | John Gadret       | AG2R-La Mondiale    | + 6'08"   |
| 5                   | Mikel Nieve       | Euskaltel-Euskadi   | + 7'03"   |
| 6                   | José Rujano       | Androni Giocattoli  | + 8'39"   |
| 7                   | Denis Mensjov     | Geox-TMC            | + 8'46"   |
| 8                   | Roman Kreuziger   | Astana              | + 8'58"   |
| 9                   | Joaquim Rodríguez | Team Katjoesja      | + 9'20"   |
| 10                  | David Arroyo      | Team Movistar       | + 9'30"   |
|                     |                   |                     |           |
| 13                  | Steven Kruijswijk | Rabobank            | + 11'14"  |
| 26                  | Jan Bakelants     | Omega Pharma-Lotto  | + 33'44"  |

## Nevenklassementen
| Puntenklassement |                  |                     |        |
| Plaats           | Naam             | Ploeg               | Punten |
| Rode trui        | Alberto Contador | Saxo Bank-Sungard   | 133    |
| 2                | Michele Scarponi | Lampre-ISD          | 87     |
| 3                | Vincenzo Nibali  | Liquigas-Cannondale | 75     |
|                  |                  |                     |        |
| 19               | Jan Bakelants    | Omega Pharma-Lotto  | 27     |
| 22               | Pieter Weening   | Rabobank            | 25     |

| Bergklassement |                   |                    |        |
| Plaats         | Naam              | Ploeg              | Punten |
| Groene trui    | Stefano Garzelli  | Acqua & Sapone     | 62     |
| 2              | Mikel Nieve       | Euskaltel-Euskadi  | 39     |
| 3              | Alberto Contador  | Saxo Bank-Sungard  | 38     |
|                |                   |                    |        |
| 7              | Johnny Hoogerland | Vacansoleil-DCM    | 21     |
| 13             | Jan Bakelants     | Omega Pharma-Lotto | 14     |

| Jongerenklassement |                   |                    |           |
| Plaats             | Naam              | Ploeg              | Tijd      |
| Witte trui         | Roman Kreuziger   | Astana             | 62u23'40" |
| 2                  | Steven Kruijswijk | Rabobank           | + 2'16"   |
| 3                  | Jan Bakelants     | Omega Pharma-Lotto | + 24'46"  |

| Ploegenklassement |                  |            |
| Plaats            | Ploeg            | Tijd       |
| 1                 | Astana           | 187u01'07" |
| 2                 | Team Movistar    | + 3'40"    |
| 3                 | AG2R-La Mondiale | + 8'30"    |

1e etappe ·
2e etappe ·
3e etappe ·
4e etappe ·
5e etappe ·
6e etappe ·
7e etappe ·
8e etappe ·
9e etappe ·
10e etappe ·
11e etappe ·
12e etappe ·
13e etappe ·
14e etappe ·
15e etappe ·
16e etappe ·
17e etappe ·
18e etappe ·
19e etappe ·
20e etappe ·
21e etappe
Startlijst · Eindstanden · Afbeeldingen